# Клаудіус Реґо
Клаудіус Реґо (фр. Claudius Regaud; 30 січня 1870, Ліон — 29 грудня 1940, Кузон-о-Мон-д'Ор) — французький лікар і біолог, один із зачинателів променевої терапії в Інституті Кюрі.

## Наукова праця
У 1906 році Реґо відкрив, що одним з ефектів рентгенівського випромінювання є стерильність. З цього він вивів, що його також можна застосувати проти клітин, що швидко ростуть (крім гамет), і, таким чином, проти злоякісних пухлин. Реґо перейшов до перших експериментів у цій сфері. У 1912 році, в Інституті Кюрі, йому довірили лабораторію Пастера, разом з місією вивчати біологічний та медичний впливи радіоактивності. На противагу цьому, лабораторія Кюрі мала справу з дослідженнями у царині фізики та хімії.
Крім того, він почав програму боротьби з новоутвореннями та проводив дослідження, щоб визначити оптимальну тривалість та дозування променевої терапії.